# Anders Kappel
Anders Peter Kappel, född 24 november 1956 på Hasslö i Blekinge, är en svensk målare, tecknare, grafiker och skulptör. 
Anders Kappel har sina rötter i Kivik på Österlen och bor och arbetar i Malmö. Han utbildade sig på Konstskolan i Kristianstad 1975–77, Målarskolan Forum i Malmö 1979–82 och Kungliga Konsthögskolan i Stockholm 1982–1987.Ateljéstipendium på Künstlerhaus Bethanien, Berlin 1988-89.
Har gjort ett flertal offentliga arbeten bla. Citybanan Odenplan, Södersjukhuset och Geohuset Frescati, Stockholm.

## Separatutställningari urval
- 2023 Elastic Gallery, Jädraås
- 2022 Låma Gallery, Göteborg
- 2022 Goma Gallery, Höganäs
- 2021 Wadström Tönnheim Gallery, Spain
- 2015 Wadström Tönnheim Gallery
- 2013 APA Gallery, Stockholm
- 2011 Pickguards, Krognoshuset, Lund
- 2011 Tune In, Karlskrona Konsthall
- 2011 gig, Galerie Leger, Malmö
- 2010 Amps, Konsthallen Hishult
- 2010 Groove,Roger Björkholmen Galleri, Stockholm
- 2009 Diptyker, Brösarps Konsthall/Galerie Leger
- 2008 Galerie Leger, Malmö
- 2007 Backwoods, Italienska Palatset, Växjö
- 2007 The Vicissitudes of Daily Life, Roger Björkholmen Galleri, Stockholm
- 2007 Vicissitudes, Konsthallen Kristianstad
- 2005 Galleri Lindqvist, Arkelstorp
- 2004 Roger Björkholmen Galleri, Stockholm
- 2004 Galerie Hartwich, Sellin/ Germany
- 2004 Konsthallen Hishult

## Offentliga verk i urval
- "Itinerary",Citybanan/Odenplan Stockholm, 400m2 kolteckningar i laminerat glas till tre rulltrappsschakt. 2017.
- "Barnacle", brons,Jonebergs Torg, Simrishamn 2017
- "Sprout",Vedebyskolan, Karlskrona 2011
- "Bulrush",Vedebyhallen, Karlskrona 2017
- "Pinnbröd",Beckomberga skola, Bromma/ Stockholm 2010
- "Ruska", förnicklad metall, huset för Journalistik och masskommunikation, JMC, på Göteborgs universitet 2009
- Linnéuniversitetet, Växjö 2004
- "Koloni 1-3", Södersjukhusets entré/ Stockholm 2001
- Geohuset Stockholms universitet Frescati/Stockholm 1997
- BMC, före detta Astra Zeneca, Lund 1997
- "Världsbild", Rådhussalen, Karlshamn 1994
- Danderyds sjukhus, akutintag 1984

Kappel är representerad vid bland annat Kalmar konstmuseum, Norrköpings konstmuseum och Moderna museet i Stockholm.